# فتيان أشقياء 2
فتيان أشقياء 2 (بالإنجليزية: Bad Boys II)‏ فيلم إثارة أمريكي انتج سنة 2003، من إخراج مايكل باي وبطولة ويل سميث، مارتن لورنس، وقد بلغت ميزانية إنتاج الفيلم 130 مليون دولار تقريبا، بينما جمع إيرادات بلغت 273 مليون دولار حول العالم. وقد فاز بجائزة MTV Award كأحسن فيلم أكشن في عام 2003م. وترشح لعدة جوائز أخرى منها جائزة Image وجائزة أكاديمية أفلام الرعب والفانتازيا والخيال العلمي.

## القصة
في الجزء الثاني من الفيلم لا يزال مايك لاوري وماركوس بارنيت يعملان معا كفريق في مباحث ميامي لمكافحة المخدرات. ولكن الجديد في الأمر أنهما بدءا في إخفاء الأسرار عن بعضهما البعض. كان السر الذي يخفيه مايك هو أنه يواعد شقيقة ماركوس، سيدني بارنيت «سيد»، التي تعمل سرا لصالح مكتب مكافحة المخدرات في نيويورك. وكان سر ماركوس أنه طلب نقله ليستطيع تمضية وقت أكبر مع عائلته وأقل مع مايك.ولكنهم يتحدان من جديد عندما يتم تكليفهما من قبل رئيسهم «الكابتن هاورد» لمهمة وهي وقف تدفق كميات ضخمة من حبوب الهلوسة في المدينة. وهذا يضع ماركوس ومايك في مواجهة مع أخطر عدو قد يواجهونه، ملك المخدرات الكوبي خوان كارلوس تابيا «جوني»، الذي يريد الامتلاك والتحكم في تجارة حبوب الهلوسة في الولايات المتحدة الأمريكية بأكملها.وخلال قيام ماركوس ومايك بمحاولة إيقاع تابيا يكتشفان أن سيدني تعمل متخفية لصالح مكتب مكافحة المخدرات في مهمة لكشف عملية غسيل أموال كبرى. وهي متورطة مع تابيا كجزء من عملها الخفي

## وصلات خارجية
- فتيان أشقياء 2 على موقع IMDb (الإنجليزية)
- فتيان أشقياء 2 على موقع ميتاكريتيك (الإنجليزية)
- فتيان أشقياء 2 على موقع روتن توميتوز (الإنجليزية)
- فتيان أشقياء 2 على موقع نتفليكس (الإنجليزية)
- فتيان أشقياء 2 على موقع قاعدة بيانات الأفلام العربية
- فتيان أشقياء 2 على موقع ألو سيني (الفرنسية)
- فتيان أشقياء 2 على موقع Turner Classic Movies (الإنجليزية)
- فتيان أشقياء 2 على موقع أول موفي (الإنجليزية)
- فتيان أشقياء 2 على موقع بوكس أوفيس موجو (الإنجليزية)
- فتيان أشقياء 2 على موقع فيلمافينيتي (الإسبانية)